# Luciano Marabese
Luciano Marabese (Cerro Maggiore, 30 dicembre 1948 – Cerro Maggiore, 24 ottobre 2016) è stato un designer italiano.

## Biografia
Inizia presto a lavorare nel design come grafico pubblicitario. Successivamente fonda lo Studio Emme.
La sua passione da sempre sono però i motori, sia a due che a quattro ruote. Nel 1976 vede la luce il suo primo progetto, una moto da speedway per bambini, e la espone al Salone di Milano. I risultati furono incoraggianti, e Luciano Marabese decise di non interrompere questa esperienza fondando la HRD Motor, dove la sigla è un acronimo di “Happy Red Devils” (“felici diavoli rossi”), inizialmente sviluppando moto per bambini (la P3 da cross, la Florida in stile custom). Solo successivamente nacquero le vere moto, da 125 cc di cilindrata, innovative nel design come mai si era visto fino ad allora. Moto come la Silver Horse, la WH Road, la Formula tracciarono le linee guida del design motociclistico degli anni ottanta.
L'esperienza HRD Motor non durò a lungo, già nel 1984 Marabese comincia la collaborazione con il Gruppo Piaggio, la Gilera in particolare. Furono gli anni in cui la Gilera espresse probabilmente il suo miglior design, forse troppo in anticipo sui tempi per essere sempre capito dal pubblico. Sue furono le KK, le KZ (moto dell'anno 1986), la RRT, la Dakota, la MX1 125, la XR1 (1988), la SP 125, la CX (1991, dalla forcella anteriore monobraccio), la Nordwest (1990, la prima supermotard prodotta in serie) e le RC (vincitrici fra l'altro nei raid africani).
La collaborazione con Gilera non si è mai definitivamente interrotta; di Marabese sono gli scooter Ice (premiato dalla Motorcycle Design Association), la DNA (scooter dell'anno 2001-2002, una via di mezzo tra moto e scooter), il Runner, lo sportivissimo scooter Nexus e due degli scooter più venduti Typhoon e NRG. La moto automatica, la Gilera Ferro, restò allo stadio di prototipo nonostante lo scalpore generato.
Dal 1989 anche Piaggio usufruisce dei disegni di Marabese per i suoi scooter, a partire dallo Sfera (insignito del Compasso d'oro nel 1990), lo Zip, il Quartz, lo Skipper, l’Hexagon, la Vespa Gran Turismo.
Dal 1994 Marabese comincia la collaborazione con Aprilia. Il primo frutto di questa collaborazione è la nuova Aprilia Pegaso 650, cui seguirà lo scooter Atlantic 500 premiato dalla Motorcycle Design Association.
Luciano Marabese decide in quegli anni di creare una propria struttura, capace non solo di esprimere le sue idee in fatto di design ma anche di affiancare le case costruttrici nella realizzazione delle maquette (i primi “oggetti” tridimensionali che rendono palpabili le idee) e nell'industrializzazione dei progetti. Nasce nel 1997 la Marabese Design S.r.l. , con sede in Cerro Maggiore in provincia di Milano.
Altre illustri collaborazioni di Marabese Design sono con la Moto Guzzi, collaborazioni poi logicamente proseguite dopo l'acquisizione di quest'ultima da parte del Gruppo Aprilia. Sue sono la fantascientifica V10 Centauro, sua la classicissima sportiva V11 del 1998, sua la Breva 750 e la Breva V1100 (stesso nome, stesse linee di stile ma due moto ben diverse), sua la Griso che, presentata come prototipo nel 2002 e messa in produzione nel 2005, ancora oggi risulta essere così fuori dagli schemi da non essere classificabile in nessuna categoria di moto.
Di Marabese Design anche il restyling nel 1997 della sempreverde California.
Anche le case giapponesi si sono più volte affidate al design di Marabese, senza però mai affidargli un progetto completo su cui potesse mettere la propria firma.
Nel 1999 Luciano Marbese e la Marabese Design realizzano il primo prototipo di un sistema innovativo di pendolamento che sarà poi la tecnologia alla base del MP3 della Piaggio.
Luciano Marabese non si è però fermato alle due ruote, proponendo soluzioni innovative anche nelle 3 e 4 ruote ed in settori completamente al di fuori della mobilità. Suoi sono disegni per caldaie, sci, abiti, carrelli elevatori e tantissimi oggetti fra i più disparati.
Nel 2000 Luciano Marabese entra anche direttamente nel settore della nautica fondando la Audis divisione Marine, ed anche in questo settore riesce a mettersi in luce infondendo i suoi tratti eleganti ad imbarcazioni di varia metratura, vincitrici di svariati premi agonistici.
Muore il 24 ottobre 2016 a seguito di una lunga malattia.